# Norwegian International 2022
Die Norwegian International 2022 im Badminton fanden vom 10. bis zum 13. November 2022 in Sandefjord statt.

## Sieger und Platzierte
| Disziplin    | Gold                           | Silber                            | Bronze                                    |
| ------------ | ------------------------------ | --------------------------------- | ----------------------------------------- |
| Herreneinzel | Lin Chun-yi                    | Lee Chia-hao                      | Felix Burestedt                           |
| Herreneinzel | Lin Chun-yi                    | Lee Chia-hao                      | Christopher Vittoriani                    |
| Dameneinzel  | Natsuki Nidaira                | Riko Gunji                        | Rachael Darragh                           |
| Dameneinzel  | Natsuki Nidaira                | Riko Gunji                        | Hirari Mizui                              |
| Herrendoppel | Chen Zhi-ray Lu Chen           | Ayato Endo Yuta Takei             | Lin Yu-chieh Su Li-wei                    |
| Herrendoppel | Chen Zhi-ray Lu Chen           | Ayato Endo Yuta Takei             | Shuntaro Mezaki Haruya Nishida            |
| Damendoppel  | Chang Ching-hui Yang Ching-tun | Clara Nistad Jessica Silvennoinen | Moa Sjöö Tilda Sjöö                       |
| Damendoppel  | Chang Ching-hui Yang Ching-tun | Clara Nistad Jessica Silvennoinen | Paulina Hankiewicz Magdalena Świerczyńska |
| Mixed        | Lucas Corvée Sharone Bauer     | Mihajlo Tomić Anđela Vitman       | Sumiya Nihei Minami Asakura               |
| Mixed        | Lucas Corvée Sharone Bauer     | Mihajlo Tomić Anđela Vitman       | Wiktor Trecki Magdalena Świerczyńska      |